# Грејова анатомија
Грејова анатомија, хумана анатомија, анатомија људског тела Хенрија Греја (енгл. Gray's Anatomy) је уџбеник из анатомије на енглеском језику и општеприхваћени уџбеник анатомије на многим медицинским факултетима у свету. Књига је први пута издата у Уједињеном Краљевству 1858. под насловом Описна и хируршка анатомија по Греју.

## Историјат настанка Грејове анатомије
Писац овог уџбеника анатомије је Хенри Греј, лекар, анатом, а аутор илустрација Хенри Вандик Картер, касније демонстратор анатомије. Недостак квалитетних анатомских уџбеника у 19. веку вероватно је мотивисао Хенрија Греја да још као студент у болници Сент Џорџ Медицинског факултета, у близини лондонског Хајд парка, средином 1840. започне да размишља о стварању новог, савременијег, уџбеника анатомије.
Након завршених студија медицине, као млад лекара Греј је 1853. именован за редовног предавача на Катедри за анатомију Медицинског факултета болнице Сент Џорџ у Лондону. Свакодневни рад у болници, код њега није само покренуло иницијативу за писање уџбеника анатомије, већ му је кроз практичан рад, омогућено да реализује ову своју замисао.
Идеју о писању уџбеника из анатомиј Греј је први пута саопштио уметнички надареном колеги др Хенрију Вандик Картеру (Henry Vandyke Carter), новембра 1855. са којим је зајено створио ово дело. Њих двојица су утрошила осамнаест месеци рада (између 1855. и 1858) какао би осмислили основу књиге, и при томе обавили велики број дисекција.
Текстуални део анатомије написао је Греј док је Картер за овај уџбеник нацртао илустрације, тј урадио гравуре. Нови закон, који је у Енглеској усвојио лекарски савет (1858), регулиса је стручно образовање и стандарда за будуће лекара, што је такође било од значаја за објављивање квалитетног уџбеника из анатомије.
Прво издање, касније назване Грејова анатомија, било је намењено студентима и лекарима (посебно хирурзима). При стварању овог уџбеника Греј је имао жељу да напише лепу квалитетну али јефтину књигу, како би она била приступачна; студентима за лако и правилно учење анатомије. Књига коју су ова два аутора заједно створила била је тако срочена и технички дизајнирана, да је охрабривала младе лакаре да изучавају анатомију, значајно им помажући у припреми и полагању испита. Грејова замисоа је била и да овом анатомијом значајно помогне лекарима у свакодневном раду, и то пре свега мирнодопским хирурзима у свакодневном раду у болницама, а ратним хирурзима на Севастопољском или неком другом бојном пољу.
Издавачи првог издања Грејове антомије желели су да књигу прикажу као заједничко ауторско дело Картера и Хенрија, јер су Хенријеве илустрације за издавача имале исту важност као и Картеров текст, али се томе успротивио Греј.
Поштујући Грејов допринос изучавању анатомији људског тела, рад на његовом делу су наставили други аутори, настојећи да сачувају утицај овог дела у енглеском говорном подручју. Зато је Грејова анатомија са сваким наредним издањем проширивана анатомским и медицинским знањем свога времена, што најбоље говори овај цитат из предговора Америчког издања Грејове анатомије:
| „ | Занимљиво је да, иако је Хенри Греј видео само прво издање, много његових оригиналних текстова истрајава и многе од његових илустрација су и даље у употреби. Бројни уредници нових издања настојали су да унесу само такве промене које су у складу са напретком у науци и које су неопходне како би свако ново издање уџбеника омогућило непрекидан приступ најновијим сазнањима из анатомије. | ” |

Посљедње, 39. издање је објављено у новембру 2004. под називом (енгл. Gray's Anatomy: The Anatomical Basis of Medicine and Surgery), обезбедило је 150-то годишњи континуитет у штампању ове анатомије.

## Значај Грејове анатомије
О значају Грејове анатомије за едукацију лекара најбоље говори овај цитат:
| „ | Ни Греј ни Картер, као младићи, који су - након тешког и напорног рада између 1855 и 1858 - створили оригинално издање анатомије (касније названо Грејова анатомија), нису могли замислити да ће и 150 година после њихове смрти књига коју су створили, постати познати наслов, који многи сврстају међу најпознатија издања у једној половини света, уз Библију и Шекспирове драме, за едукацију лекара. | ” |